# Дзюбовка (Киевская область)
Дзюбовка (укр. Дзюбівка) — село, входит в Яготинский район Киевской области Украины.
Население по переписи 2001 года составляло 34 человека. Почтовый индекс — 07710. Телефонный код — 4575. Занимает площадь 0,5 км². Код КОАТУУ — 3225587402.

## Местный совет
07710, Київська обл., Яготинський р-н, с.Супоївка, вул.Війтовецька,90, тел. 5-36-43; 35-3-31  (укр.)

## История
- хутор Дзюбовка быв приписан к Троицкой церкви в Яготине.[1][2][3]
- Есть на карте 1826-1840 годов как хутор Дзюбовский.[4]
- в 1862 году в казачьей деревне Дзюбовка было 10 дворов, где проживало 73 человека (39 мужского и 34 женского пола).[5]
- В 1911 году в хуторе Дзюбовка проживало 200 человек (101 мужского и 99 женского пола)[6]